# Sèrie ATI Wonder
La sèrie ATI Wonder representa alguns dels primers productes addicionals per a targetes de vídeo per a ordinadors personals IBM i compatibles introduïts per ATI Technologies a mitjans i finals dels anys vuitanta. Aquestes targetes eren úniques en aquell moment, ja que oferien a l'usuari final una quantitat considerable de valor combinant el suport per a múltiples estàndards gràfics (i monitors) en una única targeta. La sèrie VGA Wonder va afegir un valor addicional amb la inclusió d'un port de ratolí de bus, que normalment requeria la instal·lació d'un adaptador de ratolí de Microsoft dedicat.
La sèrie VGA Wonder es va fusionar més tard amb la sèrie de targetes ATI Mach el 1990. Les targetes ATI Graphics Ultra (VRAM) i ATI Graphics Vantage (DRAM) comptaven ambdues amb ASIC Wonder VGA independents a més del seu processador gràfic compatible Mach8 8514. El Graphics Ultra més tard va ser rebatejat com a VGA Wonder GT. El 1992, la seva línia de productes següent, el Mach32, va integrar el nucli meravellós VGA i el coprocessador en un únic IC. En aquest moment, la línia VGA Wonder es va cancel·lar i es va substituir per una versió de Mach32 basada en DRAM de cost reduït coneguda com "ATI Graphics Wonder".

## Targetes MDA/CGA
Solució gràfica ATI Rev 3
- Chipset : ATI CW16800-A
- Admet: mode de targeta gràfica Hercules i modes de text ampliats de 132x25 / 132x44 en monitors monocroms TTL
- Suporta: Tots els modes CGA tant en monitors monocroms CGA/EGA com TTL
- El canvi entre la compatibilitat CGA i Hèrcules es fa mitjançant la utilitat subministrada (VSET.EXE) i no requereix un reinici
- La sortida de vídeo compost està disponible en un connector intern de 3 pins (sense suport per als colors, només funciona en els modes de text 40×25 o els modes gràfics de 320×200)
- Port: bus PC/XT de 8 bits

## Targetes EGA
ATI EGA Wonder (març de 1987)

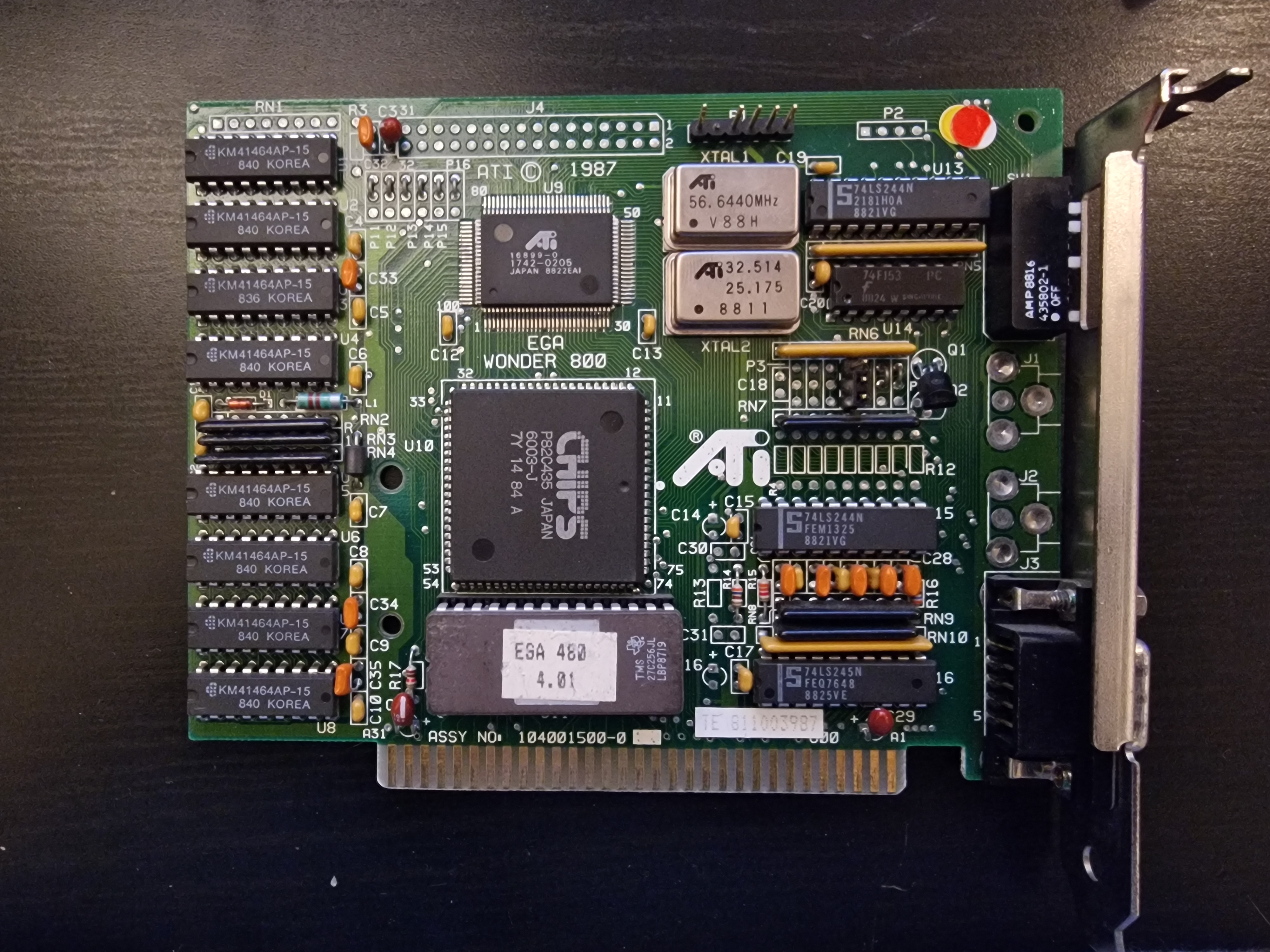
ATI EGA Wonder 480

- Chipset: ATI16899-0 + CHIPS P86C435
- Admet els modes gràfics CGA, Hercules mono i EGA
- Elimina el suport per al mode Plantronics/mode Hèrcules d'una sola pàgina/sortida composta
- Compatible amb pantalles MDA, CGA i EGA (interruptor DIP seleccionable)
- Port de vídeo compost intern per a màquines com IBM 5155 Portable
- 256 kb de DRAM
- Port: bus PC/XT de 8 bits
- MSRP original: 399 $

## Targetes VGA

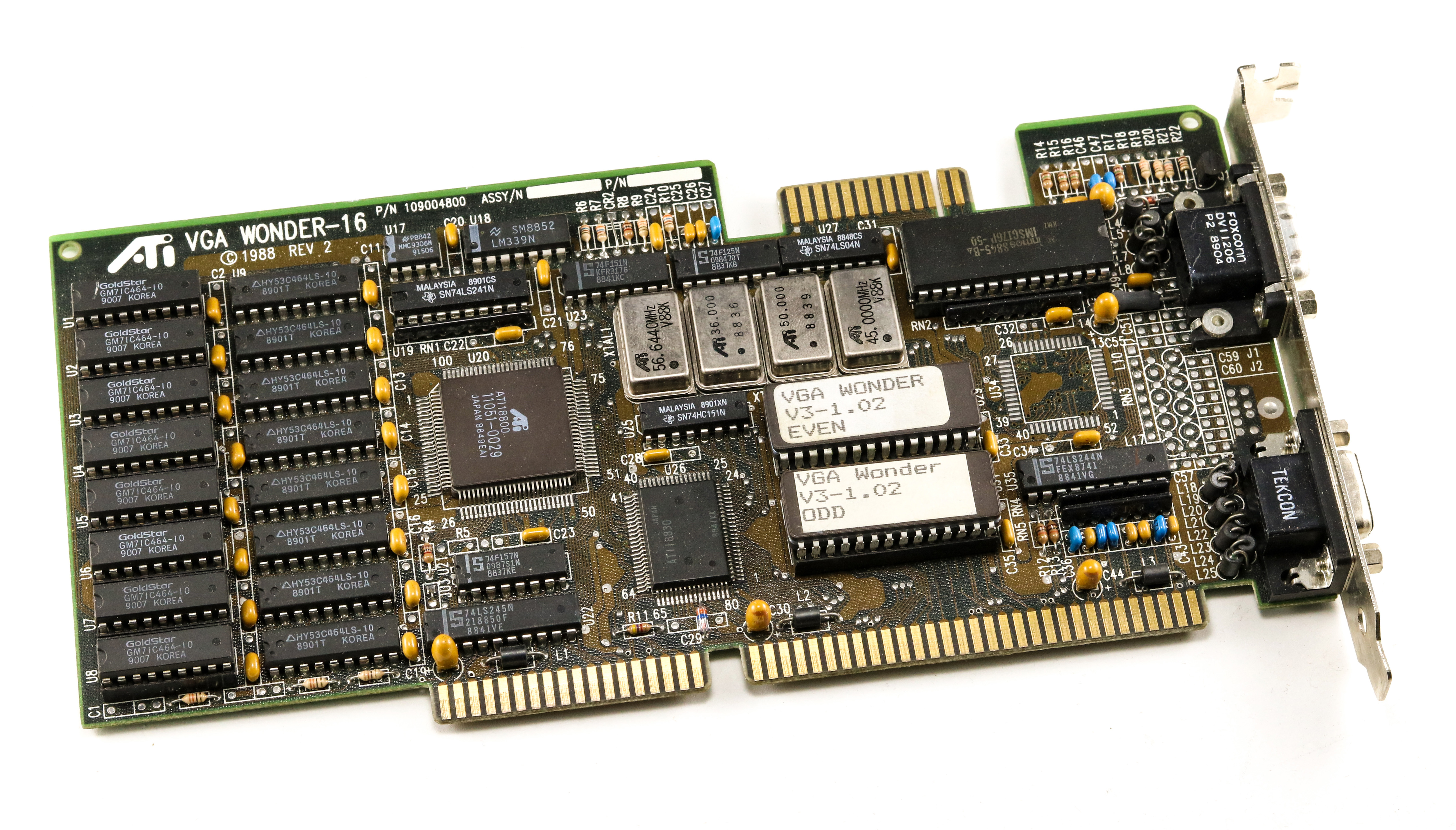
ATI VGA Wonder-16

Rendiment millorat ATI VIP o VGA (1987)
- Chipset: ATI 16899-0 i Xips P82C441
- Admet gràfics CGA, Hercules mono, EGA i VGA amb canvi de mode automàtic Softsense
- Compatible amb pantalles MDA, CGA, EGA i VGA (interruptor DIP seleccionable)
- Connectors TTL de 9 pins i analògics de 15 pins
- 256 kb de DRAM
- Port: bus PC/XT de 8 bits
- MSRP original: 449 dòlars (99 dòlars per al mòdul d'expansió de Compaq)